# Antonio Puchades
Antonio Puchades Casanova (4. lipnja 1925.) je bivši španjolski nogometaš. U svojoj dugoj karijeri igrao je samo za Valenciu, s kojom je osvojio naslov španjolskog prvaka i dva španjolska kupa. Bio je član Španjolske nogometne reprezentacije za koju je sakupio 23 nastupa i zabio 6 golova. Bio je i članom reprezentacije Španjolske koja je završila na 4. mjestu na Svjetskom prvenstvu u Brazilu 1950.

## Trofeji
- Španjolska liga : 1947.
- Copa del Rey : 1949., 1954.